# Bastrup Sø
Bastrup Sø är en sjö på ön Sjælland 
i Danmark. Den ligger i Region Hovedstaden, i den östra delen av landet. Bastrup Sø ligger 29 meter över havet. Arean är 0,15 kvadratkilometer och den sträcker sig 0,4 kilometer i nord-sydlig riktning, och 1,0 kilometer i öst-västlig riktning.
Omgivningarna runt Bastrup Sø är en mosaik av jordbruksmark och naturlig växtlighet. På norra sidan finns en golfbana.
Bastrup Sø ingår i Natura 2000 området Øvre Mølleådal, Furesø og Frederiksdal Skov.